# Pumpspeicherkraftwerk Lewiston
Das Pumpspeicherkraftwerk Lewiston ist ein Pumpspeicherkraftwerk am Niagara River. Es liegt im Niagara County im US-Bundesstaat New York.
Westlich in ca. 1 km Entfernung befindet sich das Laufwasserkraftwerk Robert Moses Niagara. Das Unterbecken ist östlich des Niagara River und hat 1200 m Länge eine Breite von 150 m und eine Tiefe von 31 m. Das Oberbecken ist von einem 10,5 km großen Damm umgeben. In diesem ist auch der Maschinenraum integriert.  Es hat eine Fläche von 7,7 km² und ein Volumen von 91,5 Mio. m³. Hiervon sind 85,7 Mio. m³ nutzbar. Die Anlage besteht aus zwölf Francis-Turbinen. Im Generatorbetrieb hat sie 20 MW und im Pumpbetrieb 28 MW. Die Fallhöhe ist 23 m. Die Einspeisung erfolgt auf den Spannungsebenen mit 115 kV, 230 kV und 345 kV.